# Tantuni

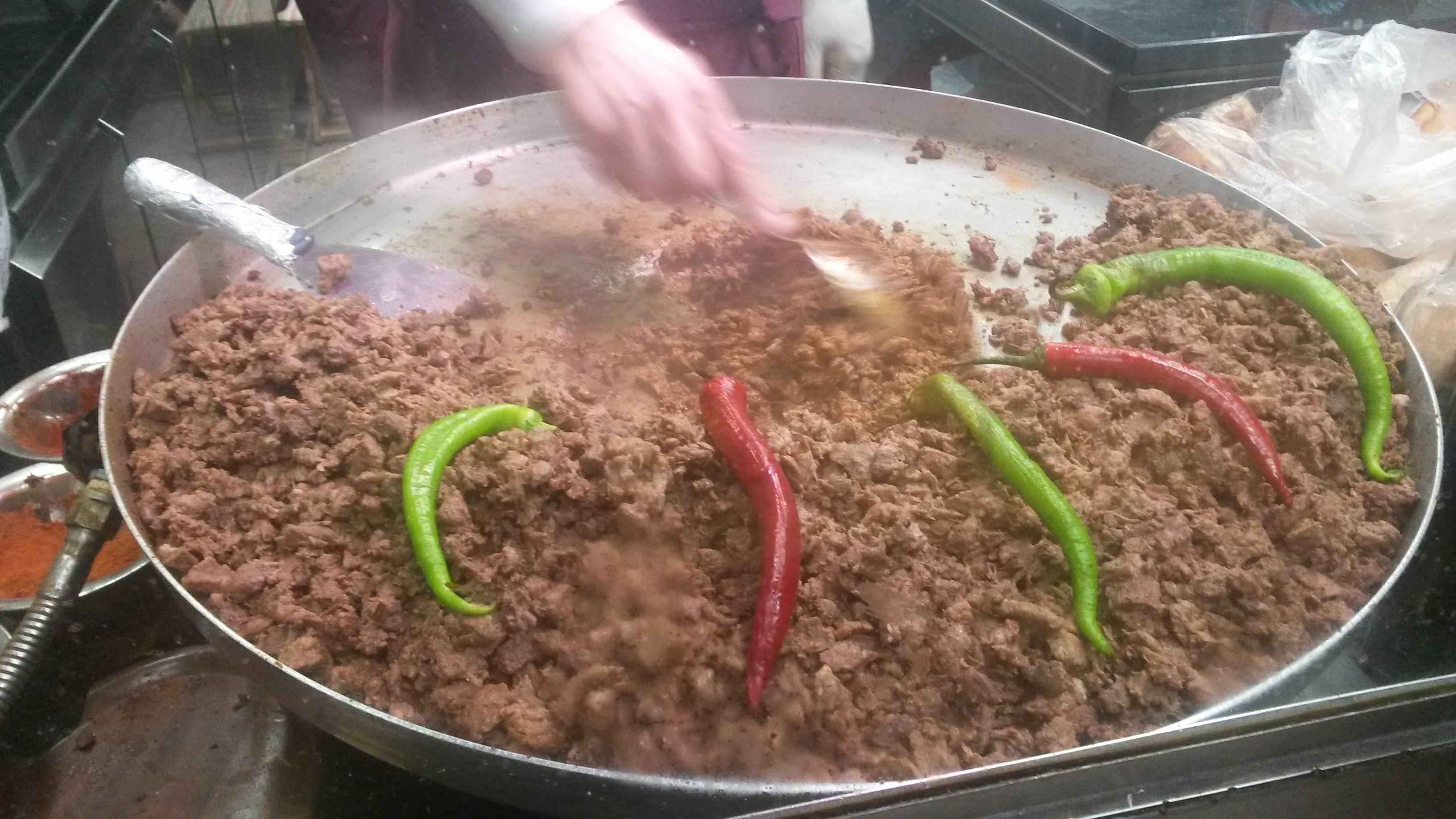
Tantuni-Zubereitung

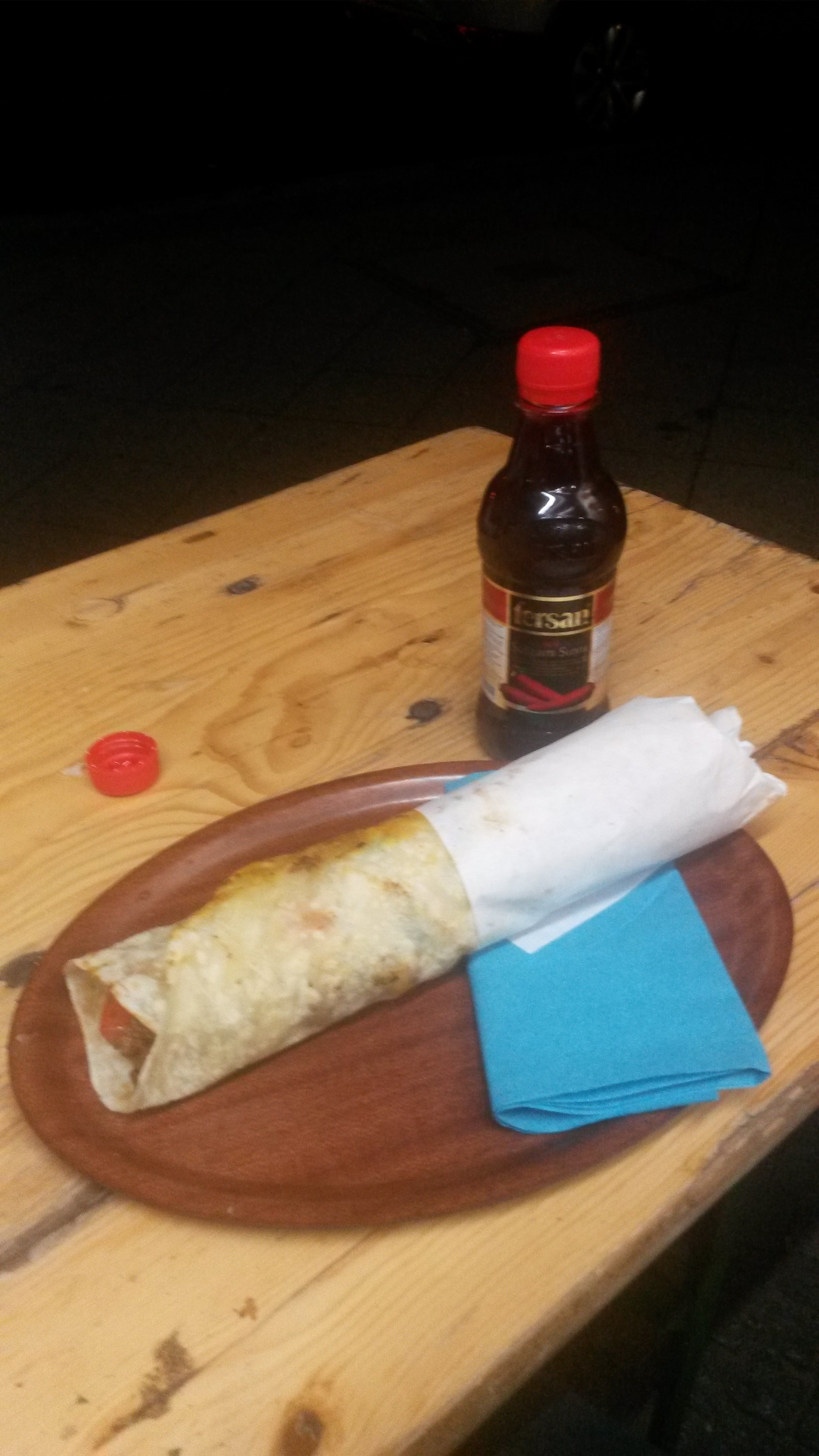
Tantuni in Yufka-Fladenbrot

Als Tantuni bezeichnet man Rollen aus Yufka-Fladenbrot, gefüllt mit gegartem, gehacktem Rind- oder Lammfleisch und Lammfett, Tomate, Zwiebel, glatter Petersilie, Sumach, gemahlenem Chili, Kümmel und gemahlenem schwarzen Pfeffer. Serviert wird Tantuni traditionell mit Zitrone und in Salzlake eingelegtem Gemüse (Turşu). Das Gericht wird der türkischen Küche und insbesondere der Region Mersin zugeordnet. In Mersin findet jährlich ein Tantuni-Festival statt.